# Бизнес&Балтия
«Бизнес&Балтия» — латвийская деловая газета на русском языке, еженедельная и ежедневная, издавалась с 1991 по 2014 год.

## История

### Становление газеты
Предшественниками деловой газеты были кооперативные издания конца 1980-х годов, одно из них — газета «Дело», основанная экономистом Владимиром Гуровым в Латвийской ССР. После восстановления независимости Латвии у него возникла идея издания газеты балтийского масштаба, что и было подчёркнуто в названии «Бизнес&Балтия».
Для создания газеты Гуров обратился к крупным предпринимателям Латвии с предложением создать акционерное общество с уставным капиталом миллион рублей, что и было сделано для формирования основных средств издания — закупки компьютеров и программ, создания фирменного стиля, а также для оплаты первоначальных расходов на штат, аренду помещения и типографские услуги. Как объяснил один из учредителей, президент Рижского коммерческого банка Владимир Кулик, «как правило, для начинающих предпринимателей сфера их будущей деятельности — „терра инкогнита“. Нужна газета, которая будет заниматься образованием и бизнеса, и населения».
Офис газеты расположился на 9 этаже в Доме печати, где в результате ликвидации коммунистических изданий после августовского путча 1991 года освободились помещения.
Передовой статьёй под заголовком «Делайте свой бизнес с нами!» президент рижской фирмы ООО «Газета Бизнес & Балтия» Владимир Гуров открыл презентационный (нулевой) номер новой газеты 27 ноября 1991 года. Регулярный выпуск газеты начался в январе 1992 года, первоначально раз в две недели, затем раз в неделю. Первоначальный тираж газеты составлял 4 тысячи экземпляров, цена в киосках — один советский рубль. Первыми штатными сотрудниками были Александр Григорян, Сергей Прокошенко и Татьяна Шишкина, в феврале 1992 года к ним присоединились ответственный секретарь Лидия Гайлиш и молодой журналист Людмила Прибыльская.
В феврале газета стала выходить еженедельно объемом 16 страниц. В апреле к сотрудничеству с редакцией были привлечены Gavarseev Bros. — агентство Александра Гавартина и Юлия Алексеева, которые изменили стиль газеты с сурово-делового на увлекательно-читабельный. Редакция стала привлекать специалистов с экономическим и техническим образованием для подготовки профессиональных обзоров и специальных приложений. Таким образом в газету пришли бывший директор Института экономики Академии наук Латвийской ССР, профессор Имант Киртовский, доктор экономики Ольга Павук, эксперт по банкам и ценным бумагам Олег Божко.

### От газеты к издательской группе
Первым из приложений стал «Референт», который вела доктор экономики Ольга Лукашина — обозрение новых законодательных актов и комментарии по бизнесу и бухгалтерии, привлекшие круг постоянных читателей и обеспечивших расширение числа подписчиков, нуждавшихся в актуальной деловой информации.
В первом номере газеты Гуров обещал тираж в «несколько десятков тысяч», однако реально за первый десяток тысяч газету удалось вывести к лету 1992 года, когда директор газеты Марис Мелленс и его заместитель Рафаэль Агишев наладили продажу через все торговые сети Латвии и за рубеж. В частности, московские распространители брали латвийскую деловую газету в комплекте с эротическим еженедельником Владимира Линдермана «Ещё».
Но основные доходы газете приносила не продажа в розницу и не подписка, а реклама. Её расцвет был связан с приходом на должность директора Юрия Алексеева, который организовал ряд тематических приложений и вкладок в газету: по автобизнесу, недвижимости, банкам, затем специальное приложение с полноцветными страницами «Бизнес&Балтия Плюс».
В 1994 году в газету пришли Андрей Левкин и Александр Никласс, которые сделали её не только деловым, но и общественно-политическим изданием. Этот курс продолжила и развила в качестве главного редактора Татьяна Фаст (1997).
Массмедиа группа «Бизнес&Балтия» запустила отдельные издательские проекты: еженедельник «Семь пятниц» под руководством Александра Гарроса, радиостанцию, первоначально планировавшуюся с ориентацией на рок-музыку.
К 1997 году в состав издательской группы входили три издания и радиостанция, штат сотрудников достиг 150 человек.
В июне 1999 года «Бизнес & Балтия» стала единственной русскоязычной газетой — действительным членом Ассоциации деловой прессы Европы EBP (European Business Press) наряду с Financial Times, The Economist, The Wall Street Journal Europe, La Tribune, Dagens Industri.

### «Русское радио»: спор из-за лицензии
Идея рокерской радиостанции себя не оправдала, а взятый на её оборудование кредит надо было платить. Приобретение прав на ретрансляцию «Русского радио» принесло массмедиа группе настоящий успех. Начав вещать в январе 2000 года, «Русское радио» в марте 2001-го открылось и в Литве, а общая аудитория достигла 750 тыс. человек, превратив его в самую большую радиосеть в Балтии.
В рижском регионе «Русское радио» за год стало абсолютным лидером коммерческого радиоэфира, а в Вильнюсе вышло на первое место среди коммерческих станций за два месяца.
Отмечая 10-летие выхода газеты в декабре 2001 года, её издатель Владимир Гуров озвучил планы создать Балтийское агентство деловой информации, начать выпуск балтийского еженедельного журнала и массовой газеты на все балтийские страны. Планировалось также приобрести новые радиочастоты для станций на латышском и литовском языках.
Однако в марте 2002 года Национальный совет по радио и телевидению (НСРТ) не продлил лицензию на вещание ООО «Krievu radio Riga», поскольку в его деятельности за истекший год были зафиксированы нарушения. В вину вещателю поставили то, что Верховный суд по иску агентства по защите авторских прав AKKA/LAA взыскал с «Русского радио» деньги за использование авторских прав. Фактически суд встал на сторону вещателя, снизив предлагаемую им агентству сумму с 3,5 тысячи латов до 3 тыс. латов вместо затребованных агентством 36 тыс. латов.
Владимир Гуров назвал дело «имущественным спором, который мы выиграли». Однако формально нарушение закона было зафиксировано, и продлевать лицензию Совет отказался. Массмедиа группа «Бизнес & Балтия» оспорила это решение в суде, попросив совет разрешить вещать до решения суда, поскольку каждый месяц простоя радиостанции приносил холдингу 100 тысяч латов убытков. Совет не дал такого разрешения.
В ответ Гуров созвал пресс-конференцию, на которой сообщил о вымогательстве взятки в размере 200 тысяч латов за продление лицензии, грозил НСРТ исками о возмещении ущерба, требовал рассмотрения дела о лицензии на открытом заседании совета. С заявлением о незаконности принятого советом решения к его председателю Ояру Рубенису обратился гендиректор сети «Русское радио» Михаил Кулешов. Рубенис ответил, что решение принято в соответствии с латвийскими законами и исход дела решит суд. Ранее председатель совета направил Кулешову письмо, в котором разъяснял, что радио закрыли не по политическим причинам. Также Рубенис сообщил, что отобранная у «Русского радио» частота не будет предлагаться по конкурсу другим претендентам.
В ожидании положительного решения суда Владимир Гуров продолжал поддерживать деятельность издательской группы, взяв кредит в банке Baltikums для финансирования текущей деятельности. Под залог он отдал все принадлежащие ему акции предприятий и даже собственную квартиру.

### Перенятие издательского бизнеса банком Baltikums
В декабре 2002 года Владимир Гуров был отстранён от всех постов в своих предприятиях, его акции перешли в собственность владельцев банка Baltikums Александра и Сергея Пешковых, а также Олега Чепульского и Андрея Кочеткова. Гуров также был выселен из квартиры, которая ушла банку в погашение долга.
17 августа 2006 года в состав руководства издательской группы вошла представитель кредитора — банка Baltikums Наталья Пешкова, а с 12 декабря 2007 года и Сергей Пешков.
Оборот рекламного бизнеса издательской группы в 2005 году достиг 910 тысяч евро, в 2006 превысил миллион, в 2007-м достиг 1.27 млн. Однако в 2008 году доходы упали до 1.13 млн и в дальнейшем продолжили снижаться.
27 ноября 2009 года основное рекламное предприятие группы B&B Reklāma было объявлено неплатежеспособным и 13 марта 2014 года ликвидировано. Прошли через неплатежеспособность и банкротство и другие предприятия группы.

### Прекращение выпуска
С января 2014 года газету перенял издательский дом «Вести». 15 марта 2014 года «Бизнес & Балтия» была объединена с газетой «Телеграф».
В августе 2014 года газета в последний раз была отпечатана в типографии; в дальнейшем её бренд сохранялся только в электронном формате.

## Структура предприятий[7]
Krievu radio ООО (RADIO "BIZNESS & BALTIJA). Основано 09.07.1996, Владимир Гуров отстранен от должности директора 5 декабря 2002 года. Ликвидировано 8 мая 2009 года.
Masu mediju centrs «Bizness & Baltija». Основано 9 марта 2000 года как холдинговая компания, до 13.12.2000 принадлежало единолично Владимиру Гурову, затем доли были распределены между ним, его женой Ириной и сыном Дмитрием. С 26 сентября 2002 года доли перешли к Александру и Сергею Пешковым, Олегу Чепульскому, Андрею Кочеткову. Владимир Гуров оставался членом правления до 11 декабря 2002 года. До 12 августа 2004 года предприятие было зарегистрировано по его домашнему адресу, хотя Гурову уже не принадлежало. 11 января 2006 года переименовано в «Издательский дом Bizness & Baltija», с 14 сентября 2009 года акции были выкуплены кипрской компанией Farronica Ltd, затем перешли в собственность британской Caledonian Systems LP и в конце концов к Юрису Бахманису. Тот, став её собственником 30 января 2014 года, переименовал её в JP Plus и ликвидировал 25 января 2018 года.
Business and the Baltics Communications (Nedēļa Plus). Основано 12.09.2002, ликвидировано 18.10.2005. Владимир Гуров отстранён от должности 6 ноября 2003 года, 6 августа 2004 года начат процесс ликвидации.
B & B Redakcija, SIA. Основано 04.11.2004, ликвидировано 07.11.2012. 5 декабря 2005 года учредило предприятие Russian Digital Music.

## Редакторы
- С 1991 по 1997 и с 2000 по 2002 — Владимир Гуров.
- С 1997 по 1999 — Татьяна Фаст[4].
- С 2002 по 2006 и с 2010 по 2014 — Алексей Щербаков.
- С 2006 по 2010 — Юрий Алексеев[12].